# Rzeszów

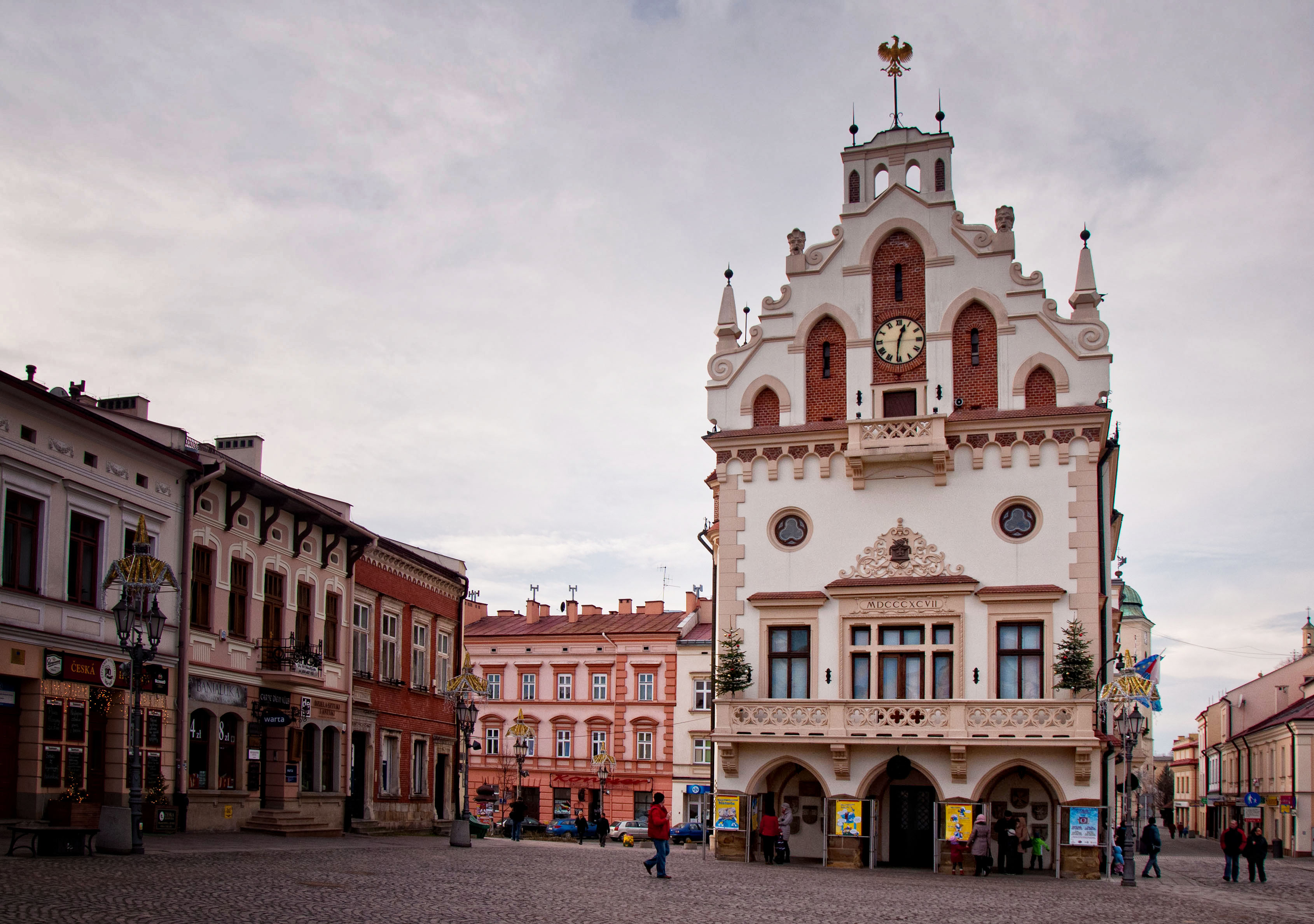
Rådhuset i Rzeszów.

Rzeszów (uttalas ['ʒεʃuf]) är en stad belägen i sydöstra Polen, 250 kilometer söder om Warszawa. Staden hade 198 476 invånare år 2021 och är huvudort i vojvodskapet Podkarpacie.
Rzeszów fick stadsrättigheter år 1354. Staden har ett universitet och en teknisk högskola. Rzeszów har även en internationell flygplats, Rzeszów-Jasionkas flygplats. Strax norr om Rzeszów passerar motorvägen A4 som går tvärs genom södra Polen.

## Geografi
Rzeszów ligger i det sydöstra hörnet av Polen. Från staden är det 90 kilometer till gränsen mot Ukraina i öster och lika långt till gränsen mot Slovakien i söder. Genom Rzeszów flyter floden Wisłok.

## Stadens namn
Då Rzeszów har haft en befolkning med olika etniskt ursprung, har stadens namn genom historien förekommit i olika former: latin Resovia, tjeckiska Řešov, jiddisch רײַשע (Rajshe), ukrainska Ряшiв (Rjasjiv), ryska Ряшев (Rjasjev), eller Жешув (Zjesjuv) i modernare ryska för att komma närmare det polska uttalet).
Under den nazityska ockupationen av Polen åren 1939–1945 använde de styrande i Generalguvernementet namnet "Reichshof" för staden.

## Historia
Redan under 400-talet tros en slavisk bosättning ha funnits i området kring Rzeszów; detta bekräftas av flera arkeologiska fynd som gjorts. I början av 1000-talet annekterades området av rusiner och senare tillföll det Polen under Piastdynastin. Rzeszów fick sina stadsrättigheter den 19 januari 1354 under kung Kasimir III.
År 1772 hamnade Rzeszów under österrikiskt styre, då staden var belägen i den historiska regionen Galizien. År 1918, efter första världskriget, kom staden åter att tillhöra Polen.
Vid andra världskrigets början 1939 ockuperades staden av Nazityskland och var ockuperad fram till den 2 augusti 1944, då sovjetiska trupper nådde staden. Under kommunisttiden år 1980 ägde omfattande strejker och demonstrationer rum i Rzeszów, i likhet med i andra polska städer.

## Idrott
- Stal Rzeszów, speedway
- Stal Rzeszów, fotboll
- Resovia, fotboll
- Resovia, volleyboll